# Elmer (rapper)
Elmer, alter ego van Merel Pauw (Amsterdam, 13 maart 1995), is een Nederlands rapper, muzikant, muziekproducent en actrice. Als haar mannelijke podiumpersona Elmer draagt ze meestal een pak en een plaksnor. Pauw begon haar muziekcarrière in 2021 met het uitbrengen van de single "Je vader". Sindsdien trad ze op op onder andere Lowlands en Pukkelpop en ging ze op tournee in het voorprogramma van Merol.

## Biografie
Merel Pauw is de dochter van cabaretier George van Houts en actrice Leonoor Pauw. Ze werd geboren en groeide op in Amsterdam. Ze heeft een zus. Haar moeder overleed in 2013 aan kanker; het nummer "Fantastisch" uit 2023 is aan deze gebeurtenis gewijd. In haar jeugdjaren besloot ze de familienaam van haar moeder wettelijk aan te nemen. Op de middelbare school was ze lid van een band, waarin ze basgitaar speelde.
Pauw speelde als kind een kleine rol in de film Zwartboek van Paul Verhoeven. In 2018 studeerde ze af van de ArtEZ Toneelschool in Arnhem, waar ze ook een tijd woonde. Tijdens die opleiding richtte ze het theatergezelschap en hiphopcollectief Dieheleding op met Steven Ivo en Jip Vuik. Als theatermaakster speelt ze ook onder andere bij Theater Utrecht, HNTjong (onderdeel van Het Nationale Theater) en Theater Oostpool.

## Muzikale loopbaan

### Ekster
Tijdens de eerste lockdown als gevolg van de coronapandemie maakte Pauw in haar thuisstudio met de software Logic Pro een eerste ep als haar alter ego Elmer. Voor de eerste single, Je vader, liet ze zich inspireren door het muziekgenre Miami bass; typerend daaraan noemt ze "een heel gore lijn tekst die zich steeds herhaalt", in dit geval "ik neuk je vader zonder condoom". Volgens Pauw is het nummer geen politiek statement, en schreef ze het eerder als grap. Na het bescheiden internetsucces van Je vader verscheen deze eerste ep, getiteld Ekster, op 24 juni 2022; hierop staan ook de singles Laveloos en Over toeren. Muzikant en visueel artiest Tessa Rose Jackson (Someone) was haar zangcoach.
In oktober van dat jaar volgde een dubbele single, bestaande uit Druk en Suzan & Freek (de titel van die laatste verwijzend naar het Nederlands zangduo). Deze twee nummers liet ze produceren door Dieheleding-lid Steven Ivo, die sindsdien de productie van al haar nummers voor zijn rekening heeft genomen. Pauw verklaart dat ze, hoewel ze erg trots is op het alleen gemaakte Ekster, veel liever muziek maakt in samenwerkingsverband.

### Nothing ontploffing
Vanaf eind 2022 trok Elmer langs enkele zalen met haar Nothing ontploffing-project. De eerste single van deze ep, Sorry, verscheen op 10 februari 2023. In het nummer heeft Elmer het over de neiging van vrouwen om zich te vaak zonder goede reden te excuseren en zich onder druk van de maatschappij weg te cijferen. De complete ep volgde een maand later en bevatte eveneens de single Lager.
Begin 2023 verzorgde Elmer samen met Babs en Suzooki Swift het voorprogramma van de Nederlandse clubtournee van Merol. Hiermee stond ze onder andere in Muziekgieterij en Luxor Live. Ze won in juni 2023 de Zonneprijs van Indiestad, het indieplatform van Paradiso.

### Elmers
In de zomer van 2023 vormde Pauw met de hulp van het Paradiso Melkweg Productiehuis haar socialemediaprofielen om tot een kunstproject, waarmee ze de drie verschillende mensen die ze naar eigen zeggen is in de kijker zet. Hierrond verschenen een aantal video's, waarin een combinatie werd gebruikt van echte beelden en animatie. Ze werd hierin vergezeld door een handpop, de 'dj-hond' Skipper, die haar sindsdien ook op het podium vergezelt. Ook de muziekvideo’s voor Ik weiger en Fantastisch werden in deze stijl uitgevoerd. Later in 2023 verscheen de ep Elmers.
Op 18 augustus 2023 stond Elmer last-minute op zowel Lowlands als Pukkelpop, ter vervanging van respectievelijk Alewya en Siegfried & Joy. Beide shows werden lovend onthaald door de muziekpers.

## TV

### Deelname aanDe slimste mens
Pauw trad in de voetsporen van haar vader, die het zomerseizoen van 2016 won, door in 2023 deel te nemen aan het zomerseizoen van de Nederlandse televisiequiz De slimste mens. Ze verloor in haar eerste aflevering nipt de finale van Volkskrant Magazine-hoofdredacteur Aimée Kiene en moest meteen vertrekken.
De deelname leidde tot een column van televisierecensente (alsook oud-winnares) Angela de Jong in het AD, die haar deelname aan de quiz als haar alter ego hekelde. Hierbij verwees ze specifiek naar de plaksnor die ze droeg. De Jong vroeg zich af welk effect het zou hebben op jonge meisjes om iemand als Elmer op de televisie te zien. In een radio-interview na haar deelname beschuldigde Pauw De Jong ervan een "terf" te zijn en noemde ze haar reactie "walgelijk". Ook NRC-columnist Frank Huiskamp uitte zich kritisch over de column van De Jong.

### Rol inFollow de SOA
In juni 2021 vertolkte Pauw de rol van Berber in de Videoland-serie Follow de SOA.

## Persoonlijk
Pauw is biseksueel en identificeert zich als vrouw, maar vindt naar eigen zeggen "alle voornaamwoorden […] goed". Ze verklaart in interviews met de Volkskrant en Het Parool dat ze zich mogelijk als non-binair geïdentificeerd zou hebben als dergelijke labels in haar jeugd al aanwezig waren geweest. Als haar mannelijke podiumpersona Elmer draagt ze meestal een pak en een plaksnor; dit mannelijke podiumpersona is een uiting van haar blik op gender als "een performance […], een rol".
Pauw heeft een relatie met theatermaker Menzo Kircz.

## Discografie

### Albums
- platland (2024) – productie: Steven Ivo

### Ep’s
- Ekster (2022) – productie: Elmer
- Nothing ontploffing (2023) – productie: Steven Ivo
- Elmers (2023) – productie: Steven Ivo

### Singles
- "Druk" / "Suzan & Freek" (2022) – productie: Steven Ivo